# Calligra Flow
Calligra Flow, anteriorment Kivio, és una aplicació de diagrames lliure.

## Descripció
Calligra Flow és una aplicació de diagrames de flux (flowcharting) i diagrames per al paquet KOffice i té una interfície d'usuari similar a la del Microsoft Visio. Està completament integrat amb KOffice i es pot integrar amb KWord.

## Característiques
- Scripts per fer plantilles usant Python.
- Suport per plantilles Dia.
- Extensió del marc de treball per afegir més funcionalitats.